# 卡靈頓自轉
卡靈頓自轉（英語：Carrington rotation）是太陽表面的黑子或爆發位置經過一段時間之後再出現的時間間隔定出的系統。
因為太陽的自轉會隨著緯度、深度和時間變化，而任何一種這樣的系統必須要一個任意的、可以作為比較，且有意義的適當週期作為比較。較差自轉是不同緯度以不同速率自轉的現象，適用於所有表面是流體的恆星和巨大的氣體行星。
卡靈頓自轉就是為了這個目的被專斷的定為27.2753天，並以1853年11月9日做為單一的卡靈頓自轉序數起算的時間點。
理查·克里斯多福·卡林頓在1850年代以低緯度的太陽黑子測量太陽自轉的速率，導出相對於恆星的自轉週期為25.38天。恆星週期是相對於恆星測量的，但是因為地球繞著太陽公轉，所以我們看見的週期是27.2753天。
以黑子的緯度做縱軸，時間做橫軸來繪圖來繪圖是可行的。黑子的經度則依據通過中央子午線的時間計算卡靈頓自轉序數。在每一次的自轉，與前一次的圖比較，多數的黑子都會在與早先相同的位置上再出現。但經過更長的時間，這些黑子都會略微向左或右偏移。

## 外部連結
- Carrington Rotation Start and Stop Times （页面存档备份，存于）
- Carrington Rotation Number （页面存档备份，存于）